# Lee Yeon
Lee Yeon (en hangul: 이연; nacida el 27 de febrero de 1995), es una actriz surcoreana. Fue premiada como mejor actriz revelación en los 58.os Premios Baeksang Arts por su papel en la serie Tribunal de menores.

## Carrera
Lee Yeon se formó en el campo del teatro musical, pero al descubrir que padecía de fobia escénica comenzó a dedicarse a la actuación solo en cine y televisión. Debutó como actriz de cine en 2018 con la película surcoreana Anonymous. En 2019 debutó también en televisión con Fargo, una obra de ficción en un solo acto que formó parte de la serie Drama Stage de dicho año y luego se lanzó como película. Su trabajo, con el personaje protagonista de una joven que se ve obligada a tomar una decisión extrema para su supervivencia, recibió elogios de la crítica y le supuso una invitación a participar en el Festival Internacional de Cine de Jeonju.
Entre 2019 y 2021 encadenó una serie de breves papeles en cine y televisión, incluidas apariciones en series de éxito como SF8 y D.P. En esos primeros años de carrera, el papel que le proporcionó un mayor reconocimiento fue el de Baek Seong-woo, un chico de 13 años acusado de asesinato, en los dos primeros episodios de la serie Tribunal de menores. La crítica reconoció la dificultad, para una actriz que tenía entonces 28 años, de personificar a un adolescente varón, y aplaudió el trabajo de Lee. Esta, por su parte, se había preparado para el mismo ganando cinco kilos de peso y adaptando su timbre de voz. Por este papel recibió una nominación como mejor actriz revelación en los 58.º Premios Baeksang Arts.
En noviembre de 2022 se anunció su participación junto a Chun Woo-hee en Delightfully Deceitful', una serie de tvN emitida de mayo a julio de 2023, y gracias a la cual obtuvo el premio como mejor actriz revelación en los 14.º Korea Drama Awards.

## Filmografía

### Películas
| Año  | Título                             | Papel       | Notas        | Ref.          |
| ---- | ---------------------------------- | ----------- | ------------ | ------------- |
| 2018 | Anonymous                          | Chae-jin    | Debut        | [ 13 ]        |
| 2019 | Cosmos                             | Hye-soo     | Cortometraje | [ 14 ]        |
| 2019 | Height of the Wave                 | Ye-eun      |              |               |
| 2020 | Take Me Home                       | Kim Ye-won  |              | [ 13 ]        |
| 2021 | A Lonely Island in the Distant Sea | Seong Ji-na |              | [ 13 ] [ 15 ] |
| 2023 | Boksoon debe morir                 | Yeong-ji    |              | [ 16 ] [ 17 ] |

### Series de televisión
| Año  | Título                  | Función                | Canal   | Notas                            | Ref.          |
| ---- | ----------------------- | ---------------------- | ------- | -------------------------------- | ------------- |
| 2019 | Fargo                   |                        | tvN     | Drama Stage, 2.ª temp., ep. 10   | [ 4 ] [ 11 ]  |
| 2019 | Goodbye B1              | Lee Yeon-hee           | KBS2    | Drama Special, 10.ª temp., ep. 6 | [ 14 ]        |
| 2020 | Find Me in Your Memory  | Estudiante             | MBC     |                                  | [ 13 ]        |
| 2020 | SF8                     |                        | MBC     | Ep. 2 y 4                        |               |
| 2020 | To My Perpetrator       | Lee Eun-seo            | KBS2    | Drama Special, 11.ª temp., ep. 3 | [ 6 ]         |
| 2021 | D.P.                    | Ahn Soo-jin            | Netflix | Serie web, temp. 1               | [ 6 ] [ 18 ]  |
| 2022 | Tribunal de menores     | Baek Sung-woo          | Netflix | Serie web                        | [ 8 ] [ 9 ]   |
| 2022 | Un héroe débil          | Young-yi               | Wave    | Serie web                        | [ 19 ] [ 20 ] |
| 2023 | Curso intensivo de amor | Nam Haeng-sun de joven | tvN     |                                  | [ 21 ]        |
| 2023 | Duty After School       | Noh Ae-seol            | TVING   | Serie web                        | [ 22 ]        |
| 2023 | Delightfully Deceitful  | Jung Da-jung           | tvN     |                                  | [ 11 ]        |
| 2023 | Shoot For Love          | Go Do-hyun             | KBS2    | Drama Special, ep. 4             | [ 23 ]        |

### Vídeos musicales
| Año  | Título                                  | Artista  | Notas                   | Ref.   |
| ---- | --------------------------------------- | -------- | ----------------------- | ------ |
| 2018 | 입술에 걸린 말 (Palabras en tus labios) | Cha Hyuk | 15 de junio de 2018     | [ 24 ] |
| 2021 | Stay with Me                            | Jaurim   | 26 de noviembre de 2021 | [ 25 ] |

## Premios y nominaciones
| Año  | Premios                     | Categoría                                    | Papel                  | Resultado | Ref.          |
| ---- | --------------------------- | -------------------------------------------- | ---------------------- | --------- | ------------- |
| 2022 | 58.os Premios Baeksang Arts | Mejor actriz revelación de televisión        | Tribunal de menores    | Nominada  | [ 26 ] [ 27 ] |
| 2023 | 14.os Premios Korea Drama   | Mejor actriz revelación                      | Delightfully Deceitful | Ganadora  | [ 12 ]        |
| 2023 | 59.os Premios Baeksang Arts | Mejor actriz de reparto de cine              | Boksoon debe morir     | Nominada  | [ 28 ]        |
| 2023 | Premios Buil Film           | Mejor actriz de reparto                      | Boksoon debe morir     | Nominada  | [ 29 ]        |
| 2023 | Premios Huading             | Mejor actriz de reparto en televisión global | Tribunal de menores    | Nominada  | [ 30 ]        |